# Clubiona contaminata
Clubiona contaminata este o specie de păianjeni din genul Clubiona, familia Clubionidae, descrisă de O. P.-cambridge în anul 1872.
Este endemică în Israel. Conform Catalogue of Life specia Clubiona contaminata nu are subspecii cunoscute.